# Paul von Kneußl

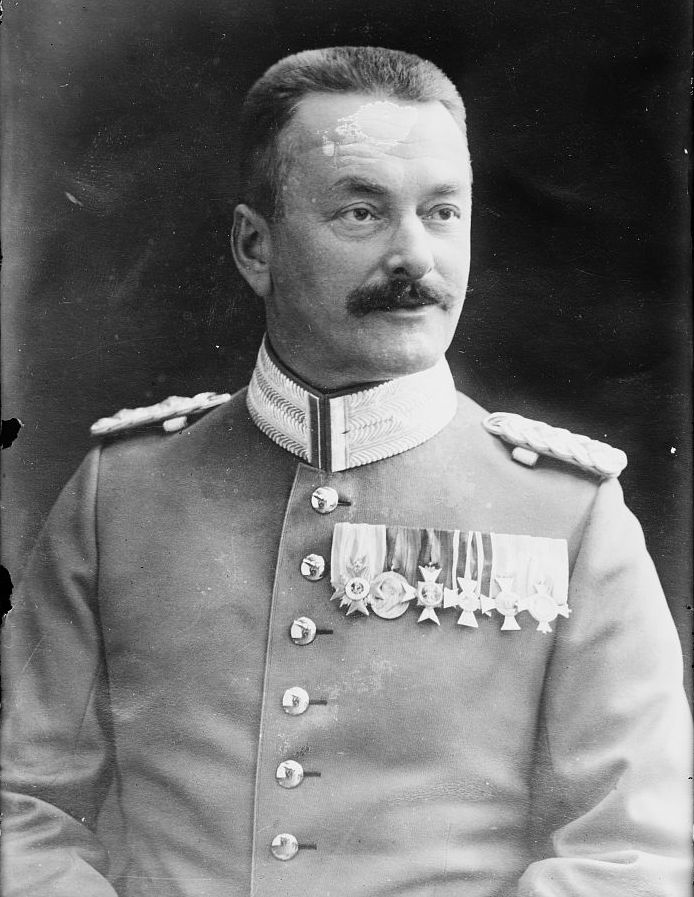
Paul von Kneußl

Paul Kneußl, seit 1913 Ritter von Kneußl, (* 27. Juni 1862 in Lindau; † 16. Februar 1928 in München) war ein bayerischer General der Infanterie sowie Ehrenbürger seiner Heimatstadt.

## Leben

### Herkunft
Paul war der Sohn des Bezirksamtmanns Johann Baptist Kneußl und dessen Ehefrau Klara, geborene Vigl.

### Militärkarriere
Nach dem Besuch der Gewerbe- und Industrieschule ging er für zwei Jahre an die Technische Hochschule und trat 1880 als Einjährig-Freiwilliger in das 4. Feldartillerie-Regiment „König“ der Bayerischen Armee ein. Anschließend wurde er als Kapitulant in das 3. Infanterie-Regiment „Prinz Karl von Bayern“ übernommen und zum Portepéefähnrich ernannt. Am 22. Dezember 1883 wurde er vorzeitig mit Allerhöchster Belobigung zum Sekondeleutnant befördert.
Als Premierleutnant (seit 13. Juni 1892) wurde er 1889 Regimentsadjutant und absolvierte von 1892 bis 1895 die Kriegsakademie, die ihm die Qualifikation für den Generalstab, die Höhere Adjutantur und das Lehrfach Taktik aussprach. Im Anschluss daran übernahm Kneußl unter gleichzeitiger Beförderung zum Hauptmann am 17. März 1897 eine Kompanie im 2. Jäger-Bataillon. 1899 erfolgte seine Versetzung zunächst in den Generalstab des II. Armee-Korps und 1900 in das III. Armee-Korps. Hier erhielt er am 21. September 1904 die Beförderung zum Major und am 17. Oktober 1905 erfolgte die Ernennung zum Bataillonskommandeur im Infanterie-Leib-Regiment. Dann wurde er am 12. Dezember 1906 zum Zentralstab des Generalstabes versetzt und am 11. September 1907 zum Oberstleutnant befördert. Am 30. Dezember 1907 ernannte man Kneußl für zwei Jahre zum Direktor der Kriegsakademie und am 19. Dezember 1909 wurde er Chef des Generalstabes des III. Armee-Korps in Nürnberg. Nach seiner Beförderung zum Oberst übernahm er am 15. Oktober 1910 das 3. Infanterie-Regiment. Anfang 1912 erfolgte seine Versetzung als Abteilungschef im Kriegsministerium und seine Ernennung zum Ordentlichen Staatsrat.
Nach seiner Beförderung zum Generalmajor am 23. Januar 1913 erhielt Kneußl im Februar aus den Händen seines Königs das Ritterkreuz des Verdienstordens der Bayerischen Krone. Damit verbunden war die Erhebung in den persönlichen Adel und er durfte sich ab diesem Zeitpunkt „Ritter von Kneußl“ nennen.
Er übernahm die 8. Infanterie-Brigade in Metz und bei Ausbruch des Ersten Weltkriegs übertrug man ihm das Kommando über die 1. Reserve-Infanterie-Brigade, mit der er in Nordfrankreich zum Einsatz kam. Anschließend betraute man Kneußl ab 25. März 1915 mit der Führung der neu aufgestellten 11. Division und beförderte ihn am 19. Mai 1915 zum Generalleutnant. Anfang Juni 1915 war die 11. Division unter seinem Kommando an der Rückeroberung der Festung Przemyśl maßgeblich beteiligt. Für diese Leistung wurde General Kneußl zusammen mit Feldmarschallleutnant Martiny der Orden der Eisernen Krone I. Klasse mit Kriegsdekoration verliehen.
Von März bis Mai 1916 kam seine Division in der Schlacht bei Verdun zum Einsatz, danach zwischen Juli und Oktober 1916 bei der Brussilow-Offensive im Raum Kowel. Seine Truppen bewährten sich im Gebirgskrieg am rumänischen Kriegsschauplatz und griffen beim Vormarsch auf Bukarest in der Schlacht am Argesch (Dezember 1916) ein. Im April 1917 kämpfte Kneußls Division bei der Abwehr französischer Angriffe in der Aisneschlacht und wurden dann in der Schlussphase der Dritten Flandernschlacht bei Passchendaele eingesetzt. Im letzten Kriegsjahr weiterhin in Flandern stehend, waren seine Truppen im April 1918 beim Angriff auf den Kemmelberg beteiligt. Kurz vor Kriegsende erfolgte im August 1918 noch seine Ernennung zum Kommandierenden General des XV. Reserve-Korps, das er nach dem Waffenstillstand von Compiègne in die Heimat zurückführte.
Kneußl wurde am 18. August 1919 unter gleichzeitiger Beförderung zum General der Infanterie aus der Armee verabschiedet.
Die Universität Erlangen verlieh ihm am 20. Mai 1925 die Ehrendoktorwürde. 1937 wurde in Augsburg eine Kaserne der Wehrmacht nach ihm benannt, die General-Kneußl- bzw. Neue Infanteriekaserne.

### Auszeichnungen
- Ehrenkreuz des Verdienstordens vom Heiligen Michael
- Eisernes Kreuz (1914) II. und I. Klasse
- Pour le Mérite mit Eichenlaub
  - Pour le Mérite am 3. Juni 1915
  - Eichenlaub am 11. Januar 1917
- Roter Adlerorden II. Klasse mit Schwertern am 12. Juni 1915
- Militär-Max-Joseph-Orden
  - Ritterkreuz am 3. Juni 1915
  - Kommandeurkreuz am 8. Oktober 1915
- Bayerischer Militärverdienstorden II. Klasse mit Krone und Schwertern am 4. August 1918
- Komtur I. Klasse des Friedrichs-Ordens am 5. April 1917